# Улица Маршала Соколовского
Улица Ма́ршала Соколо́вского — улица на северо-западе Москвы в районе Щукино Северо-Западного административного округа между улицами Маршала Рыбалко и Расплетина.

## Происхождение названия
В 1968 году 2-я улица Октябрьского Поля переименована в честь Василия Даниловича Соколовского (1897—1968) — Маршала Советского Союза, Героя Советского Союза, участника гражданской войны. В Великую Отечественную войну начальник штаба Западного, 1-го Украинского фронтов, заместитель командующего 1-го Белорусского фронта. После войны на различных должностях, в 1952—1960 годах — начальник Генерального Штаба.

## Описание
Улица Маршала Соколовского начинается от улицы Маршала Рыбалко, проходит на юго-запад, пересекает улицы Маршала Бирюзова и Маршала Мерецкова, поворачивает на запад и заканчивается на улице Расплетина.

## Примечательные здания и сооружения
по нечётной стороне:
- № 1 — двадцатиэтажный жилой дом, построенный в 2004 году. Ранее на его месте стоял экспериментальный крупнопанельный дом пятиэтажный жилой дом (архитектор В. Е. Асс)[1].
- № 5-7 — ЖК Эльсинор

по чётной стороне:
- № 6 — жилой дом (кон. 1940-х, архитекторы Д. Н. Чечулин, М. Г. Куповский)[2]
- № 8 — детский сад
- № 10 — Московский государственный институт музыки им. А. Г. Шнитке